# Křesetice

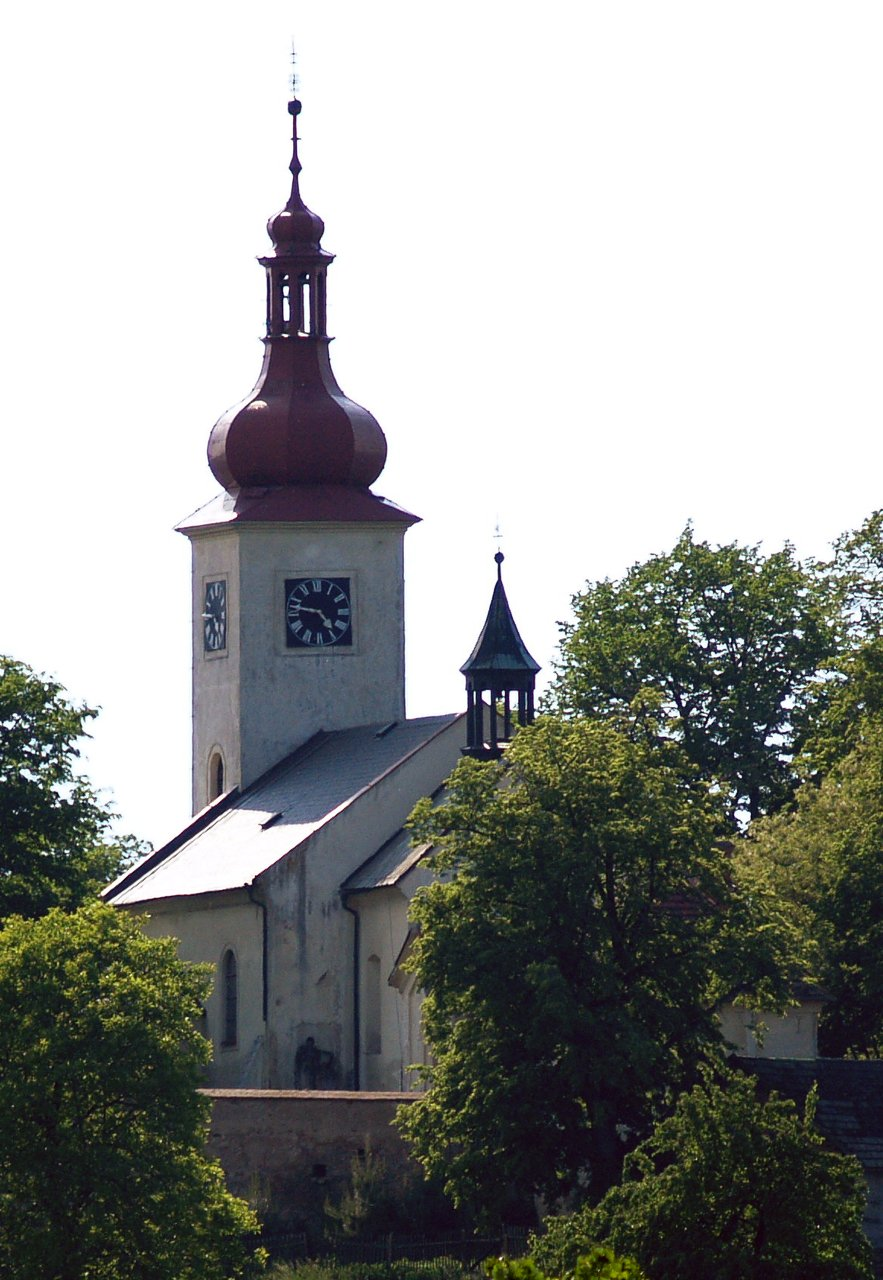
Kirche der Heiligen Dagmar (Sv. Marketa)

Křesetice (deutsch: Kresetitz) ist eine Gemeinde im Okres Kutná Hora, Tschechien. Sie liegt ungefähr zwei Kilometer südlich von Kutná Hora.

## Geographie und Gemeindegliederung
Křesetice befindet sich in der Čáslavská kotlina (Czaslauer Becken) am Bach Křenovka, in den hier der Ještěrný potok einmündet. 
Die Gemeinde Křesetice besteht aus den Ortsteilen Bykáň (Bikan), Chrást (Chrast), Krupá (Krupa) und Křesetice (Kresetitz). Grundsiedlungseinheiten sind Bykáň, Bykáneč (Bikanetz), Chrást, Krupá und Křesetice. Zu Křesetice gehört außerdem die Einschicht Májovka.
Das Gemeindegebiet gliedert sich in die Katastralbezirke Bykáň, Chrást u Křesetic, Krupá u Křesetic und Křesetice. Im Dorf Křesetice liegt der Teich Petrovský rybník, östlich des Ortes wird der Ještěrný potok im Teich Grauerák gestaut. 
Durch Křesetice verläuft die Staatsstraße II/337 zwischen Malešov und Čáslav.

### Nachbargemeinden und Orte
| Kutná Hora | Kutná Hora                                  | Kutná Hora      |
| Malešov    | Kompassrose, die auf Nachbargemeinden zeigt | Kluky u Čáslavi |
| Malešov    | Úmonín                                      | Úmonín          |

Nachbarorte sind Poličany und Vrchlice (beide zu Kutná Hora gehörend) im Norden, Bažantnice und Perštejnec im Nordosten (beide zu Kutná Hora gehörend), Pucheř und Olšany im Osten (zu Kluky gehörend), Hájek im Südosten, Úmonín und Březová (alle drei zur Gemeinde Úmonín gehörend) im Süden, Týniště und Maxovna (beides zu Malešov gehörend) im Südwesten und Malešov im Westen

## Geschichte
Die erste schriftliche Erwähnung des Dorfes stammt aus dem Jahre 1290. 1362 wurde der Ort als Cressetin bezeichnet.
Nach der Aufhebung der Patrimonialherrschaften bildete Křesetice eine Gemeinde im Gerichtsbezirk Kuttenberg. Ab 1868 gehörte das Dorf zum Bezirk Kuttenberg.
Am 1. Juli 1961 wurden Bykáň (mit Krupá) und Chrást eingemeindet.

## Sehenswürdigkeiten
- Kirche der hl. Dagmar in Křesetice, das auf einer Kuppe errichtete gotische Bauwerk stammt aus dem 14. Jahrhundert
- Schloss Křesetice, es entstand in der Mitte des 17. Jahrhunderts aus einer Renaissancefeste
- Sandsteinstatuen der hll. Wenzel, Barbara und Sebestian in Křesetice, geschaffen um 1720
- Kirche Mariä Himmelfahrt in Bykáň